# 鳳山郡
鳳山郡（ポンサンぐん）は、朝鮮民主主義人民共和国黄海北道に属する郡。

## 地理
黄海北道の北西部に位置し、沙里院市の東に隣接する。

## 行政区域
1邑・1労働者区・18里で構成される。
| - 鳳山邑（ポンサヌプ） - 松亭労働者区（ソンジョンノドンジャグ） - 佳村里（カチョンニ） - 館亭里（クァンジョンニ） - 亀淵里（クヨンニ） - 旧邑里（クウムニ） - 独亭里（トクチョンニ） - 柳亭里（リュジョンニ） - 馬山里（マサンニ） - 妙松里（ミョソンニ） | - 三川里（サムチョンニ） - 松山里（ソンサンニ） - 水曲里（スゴンニ） - 五峯里（オボンニ） - 恩情里（ウンジョンニ） - 智塔里（チタムニ） - 天徳里（チョンドンニ） - 清渓里（チョンゲリ） - 青龍里（チョンニョンニ） - 土城里（トソンニ） |

## 歴史
日本統治時代の黄海道鳳山郡は14面から構成されていた。
1952年12月に、北朝鮮の行政区画再編に伴い、瑞興郡・黄州郡の一部を編入し、鳳山郡（1邑25里）が再構成された。

### 年表
この節の出典
- 1914年4月1日 - 郡面併合により、武陵面が平山郡に編入。鳳山郡に以下の面が成立。(14面)
  - 洞仙面・土城面・山水面・亀淵面・徳在面・楚臥面・西鍾面・沙院面・舎人面・岐川面・霊泉面・万泉面・文井面・双山面
- 1917年 - 万泉面・霊泉面の各一部が沙院面に編入。(14面)
- 1921年 - 沙院面が沙里院面に改称。(14面)
- 1923年4月 - 万泉面・霊泉面の各一部が沙里院面に編入。(14面)
- 1931年4月1日 - 沙里院面が沙里院邑に昇格。(1邑13面)
- 1938年 - 西鍾面の一部が載寧郡南栗面に編入。(1邑13面)
- 1945年 - 沙里院邑が沙里院面に降格。(14面)
- 1947年6月 - 沙里院面が沙里院市となり、郡より離脱。(13面)
- 1952年12月 - 郡面里統廃合により、黄海道鳳山郡土城面・万泉面・舎人面・亀淵面・洞仙面・山水面および霊泉面・文井面の各一部、瑞興郡木甘面の一部、黄州郡都峙面の一部、沙里院市の一部地域をもって、鳳山郡を設置。鳳山郡に以下の邑・里が成立。(1邑25里)
  - 鳳山邑・佳村里・智塔里・土城里・九龍里・海西里・嵋谷里・蝉井里・大龍里・万金里・龍林里・桂東里・鳳儀里・文峴里・旧邑里・独亭里・桃林里・新昌里・天徳里・五峯里・館亭里・清渓里・九山里・亀淵里・柳亭里・御水里
- 1953年12月 (1邑1労働者区24里)
  - 御水里が御水労働者区に昇格。
  - 九龍里の一部が分立し、松山里が発足。
  - 九龍里・万金里の各一部が銀波郡妙松里の一部と合併し、沙里院市広成里となる。
  - 九龍里の残部・万金里の一部が銀波郡妙松里の一部と合併し、沙里院市九龍里となる。
  - 嵋谷里の一部が沙里院市景岩里に編入。
- 1954年10月 - 黄海道の分割により、黄海北道鳳山郡となる。(1邑1労働者区24里)
  - 黄海北道黄州郡沈村里の一部が龍林里に編入。
  - 柳亭里・館亭里の境界線を調整。
- 1956年 (1邑1労働者区23里)
  - 龍林里・桂東里が合併し、正方里が発足。
  - 黄州郡九浦里の一部が鳳儀里に編入。
- 1958年 (1邑1労働者区24里)
  - 鳳山邑の一部が分立し、馬山里が発足。
  - 九山里の一部が清渓里に編入。
  - 鳳山邑・佳村里の境界線を調整。
- 1961年3月 (1邑1労働者区22里)
  - 柳亭里の一部が五峯里に編入。
  - 五峯里の一部が天徳里に編入。
  - 九山里が清渓里に編入。
  - 桃林里の一部が鳳山邑に編入。
  - 桃林里の残部・松山里の一部が合併し、沙里院市桃林里となる。
- 1973年3月 - 嵋谷里・万金里・御水労働者区が沙里院市に編入。(1邑20里)
- 1981年6月 - 海西里・新昌里が沙里院市に編入。(1邑18里)
- 1982年 - 銀波郡青龍里を編入。(1邑19里)
- 1985年 - 青龍里の一部が麟山郡上下里に編入。(1邑19里)
- 1986年10月 - 蝉井里・鳳儀里・大龍里・文峴里・正方里が沙里院市に編入。(1邑14里)
- 1989年 - 銀波郡妙松里、瑞興郡恩情里および水曲里・三川里の各一部を編入。(1邑18里)
- 1992年 - 清渓里の一部が分立し、松亭労働者区が発足。(1邑1労働者区18里)

## 交通

### 鉄道
- 平釜線
  - 鳳山駅 - 清渓駅 - 興水駅
- 鳳山線
  - 鳳山駅 - 西鳳山駅
- 黄海青年線
  - 松山駅

### 高速道路
- 平壌-開城高速道路